# Teo Čizmić
Teo Čizmić (Spalato, 30 marzo 1971) è un dirigente sportivo, allenatore di pallacanestro ed ex cestista croato, fino al 1991 jugoslavo.

## Palmarès

### Giocatore
- YUBA liga: 4

Spalato: 1987-88, 1988-89, 1989-90, 1990-91
- Coppa di Jugoslavia: 2

Spalato: 1990, 1991
- Coppa di Croazia: 3

Spalato: 1992, 1993, 1994
- Coppa dei Campioni: 3

Spalato: 1988-89, 1989-90, 1990-91
- Campionato belga: 1

Ostenda: 2001-02

### Allenatore
- Coppa d'Ungheria: 1

Körmend: 2016